# Quittebeuf
Quittebeuf är en kommun i departementet Eure i regionen Normandie i norra Frankrike. Kommunen ligger i kantonen Évreux-Nord som tillhör arrondissementet Évreux. År 2022 hade Quittebeuf 654 invånare.

## Befolkningsutveckling
Antalet invånare i kommunen Quittebeuf
Referens:INSEE